# Cantiere navale di Fiume

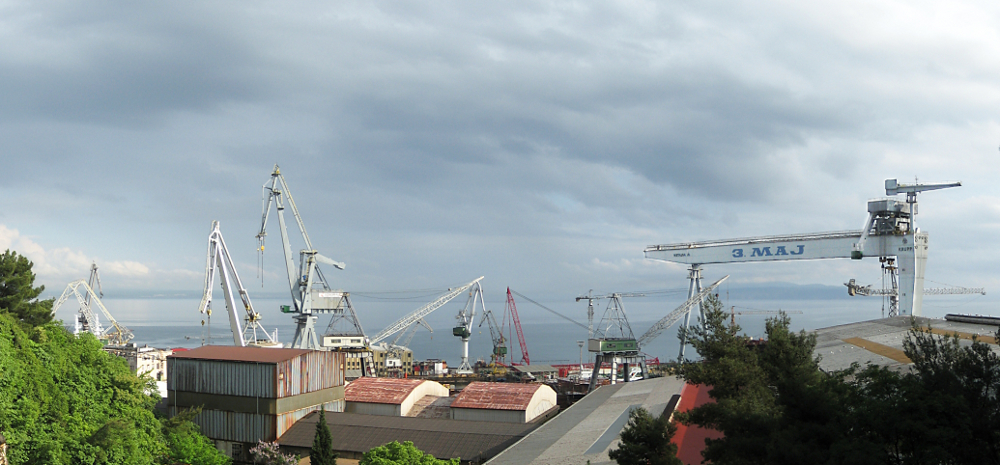
Vista del Cantiere Navale "3 maggio"

Il cantiere navale di Fiume (ufficialmente denominato Brodogradilište 3. MAJ - Rijeka - in italiano Cantiere navale "3 maggio") è un importante cantiere croato in cui vengono costruite principalmente petroliere, cargo, porta containers e talvolta anche navi passeggeri (traghetti e yacht); impiega circa 3250 addetti. La storia del cantiere e del porto è strettamente legata alle vicende storiche e politiche della città.

## Origini
La città era stata dichiarata porto franco per volere dell'Imperatore Carlo VI sin dal 1719 e l'apertura della via Carolina avvenuta nel 1771, che allacciava il litorale fiumano alle zone del medio e basso Danubio, facevano di Fiume il principale sbocco sul mare dell'Ungheria; tuttavia fu solo nel 1841 che ebbero inizio i lavori di progettazione del porto.

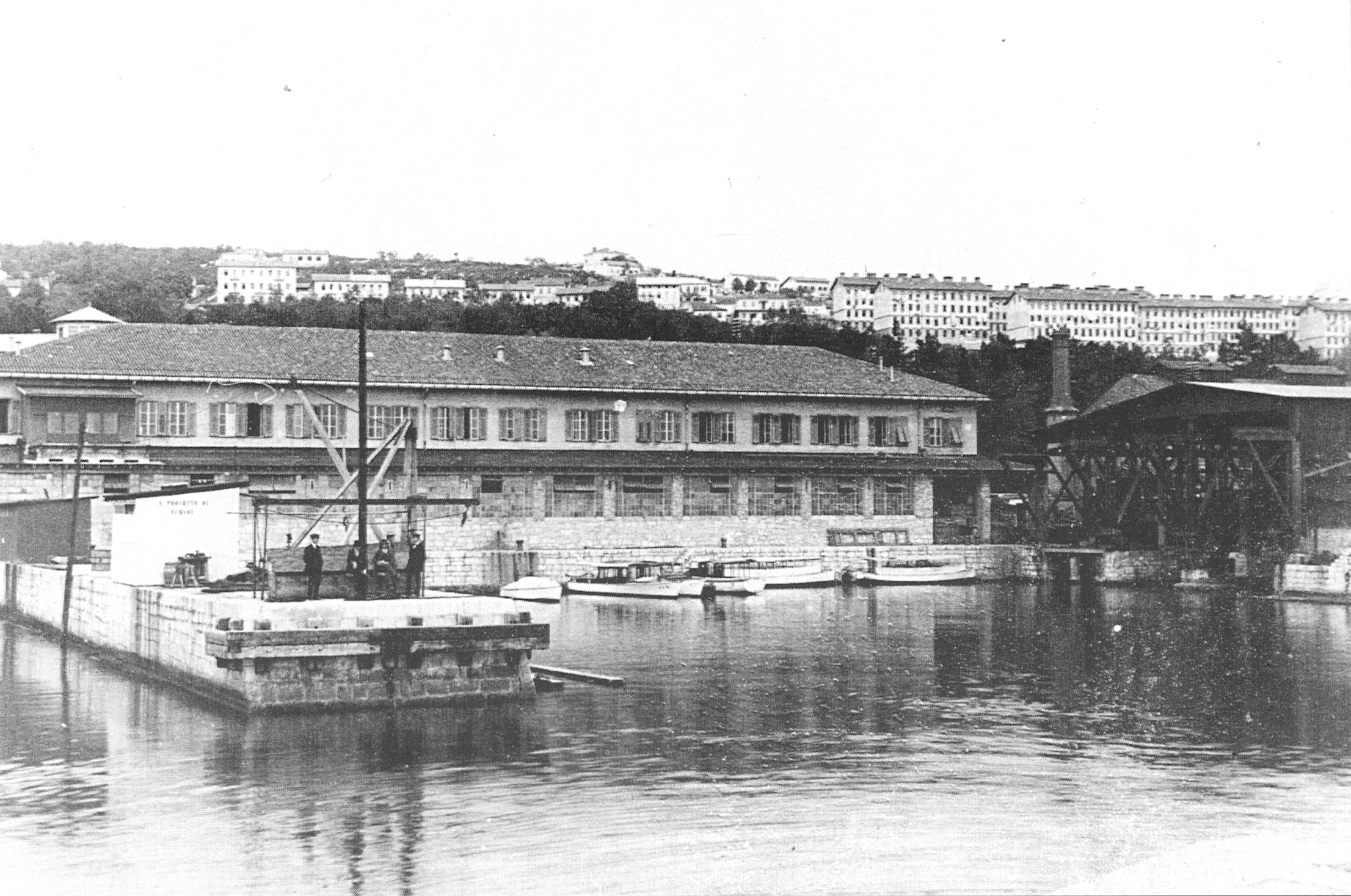
Il silurificio Whitehead di Fiume

Lo sviluppo del porto di Fiume fu dovuto più a fattori politici che economici. Il porto di Fiume fino alla prima metà degli anni sessanta era stato sacrificato in favore del porto di Trieste. Nel 1867 in seguito all'Ausgleich Fiume divenne parte del Regno d'Ungheria e il maggiore sbocco sul mare per i traffici economici ungheresi iniziando da allora una inversione di tendenza. Nel 1873 Fiume venne collegata dalla ferrovia a Vienna e Budapest. Il collegamento ferroviario rappresentò un forte impulso per i traffici della città e furono necessari lavori di ampliamento del porto che iniziarono nel 1872 con la costruzione di una prima grande diga frangiflutti intitolata alla memoria dell'imperatrice Maria Teresa. Oltre alla diga furono costruite nuove banchine, grandi magazzini per lo stoccaggio delle merci e installate nuove gru. Ai lavori di ampliamento, che vennero ultimati nel 1894, ne seguirono altri nel periodo dal 1895 al 1901 e dal 1904 fino allo scoppio della prima guerra mondiale. Tra i lavori vi fu la costruzione di un nuovo bacino portuale costruito per sopperire alle esigenze del traffico del legname. Il bacino venne costruito presso il delta dell'Eneo allo sbocco del Canal Morto della Fiumara, i cui fondali profondi circa 10 metri, consentivano l'approdo di grandi navi. Il bacino che si trovava nel sobborgo di Sussak venne ribattezzato Porto Baross nel 1892 in seguito alla morte del ministro ungherese Gábor Baross, che molto si era prodigato per lo sviluppo delle ferrovie e della navigazione ungherese.
Nel periodo che va dall'Ausgleich allo scoppio della prima guerra mondiale la città ha quasi triplicato i suoi abitanti, passando dai 17 884 del 1869 ai 48 492 del 1913.
La città ebbe anche uno sviluppo industriale. A Fiume vi era un'importante fonderia, la Fonderia Metalli alla cui direzione venne chiamato a partire dal 1856, l'ingegnere inglese Robert Whitehead. La Fonderia Metalli cambiò il suo nome in Stabilimento Tecnico di Fiume e vi si iniziarono a produrre motori e caldaie a vapore tra i più moderni dell'epoca, che vennero installati sulle navi della Marina Imperiale Austro-Ungarica. Lo stesso Whitehead e l'inventore fiumano Giovanni Luppis, il 21 dicembre 1866, brevettarono una nuova arma, il siluro.
Nel 1873 lo Stabilimento Tecnico di Fiume fallì e, rilevato nel 1875 da Whitehead, assunse la denominazione Torpedo Fabrik von Robert Whitehead prima vera fabbrica di siluri al mondo. L'azienda, che nel 1878 contava già 500 dipendenti vide aumentare in pochi anni il proprio personale, ampliando le proprie strutture diventando uno degli stabilimenti industriali più progrediti del suo tempo.
Altra importante realtà industriale impiantata in quel periodo e che avrebbe costituito per la vita economica di Fiume un punto focale fu la R.O.M.S.A., Raffineria di Olii Minerali S.A., costruita tra il 1882 e il 1883.
Erano poi presenti nella città altre industrie minori per dimensioni e produttività, come la manifattura tabacchi, le Fonderie "Matteo Skull", la cartiera "Smith & Meyner", la grossa azienda per la pilatura del riso, il birrificio, le falegnamerie e le concerie.

## Il Cantiere Danubius
L'Impero austro-ungarico nella seconda metà del XIX secolo aveva importanti cantieri nell'Adriatico a Trieste e Pola, entrambi nella parte austriaca dell'Impero, ma nessuno nella regione sotto la corona del Regno d'Ungheria.

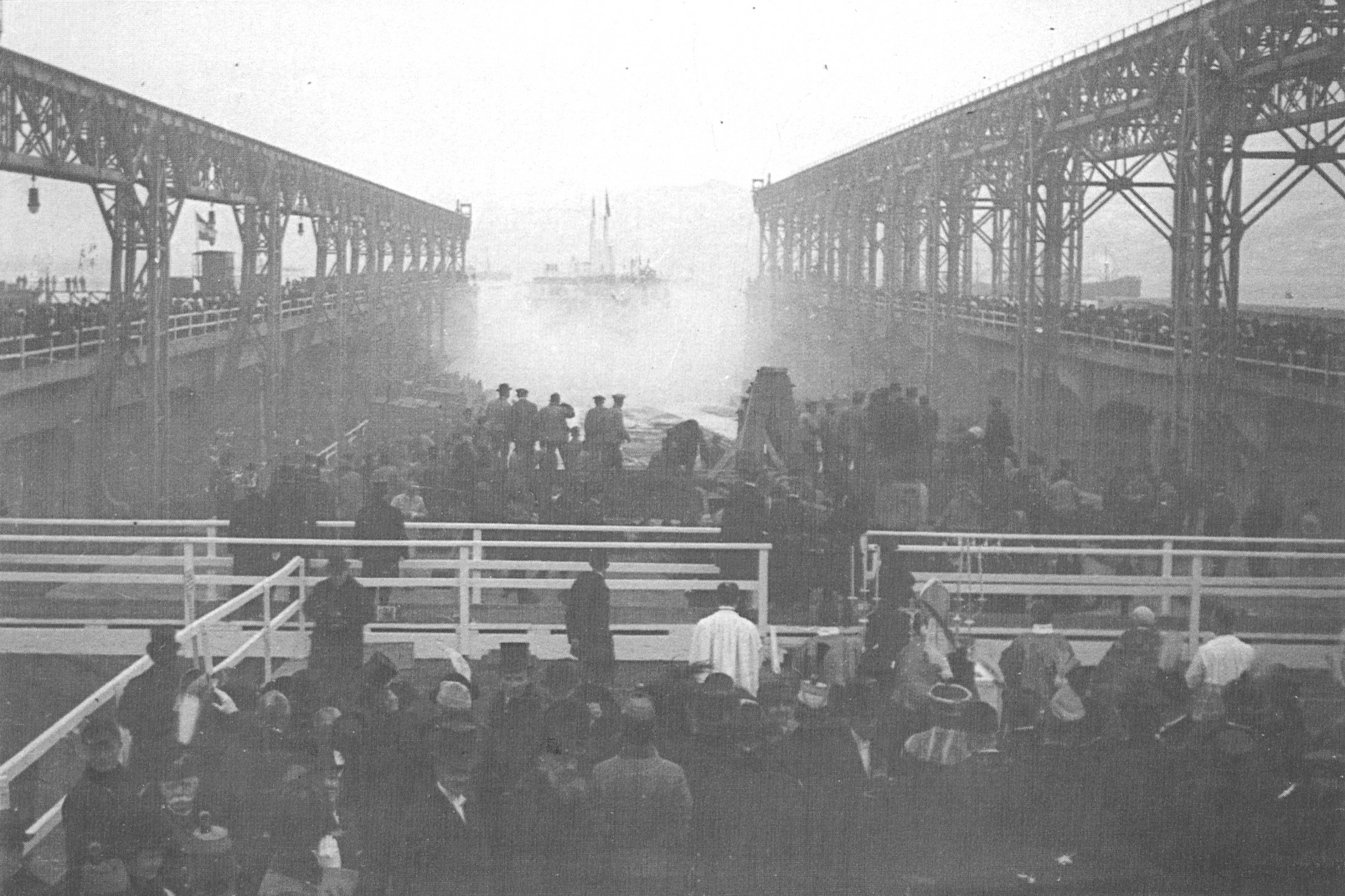
Il varo della corazzata SMS Szent István

Il primo cantiere navale fu impiantato nella città nel 1892 come filiale dei cantieri tedeschi Howaldtswerke di Kiel nella zona costiera denominata Brgud, vicino alla città, dove già gestiva un piccolo impianto per la riparazione di barche in legno. Nel 1896 venne impiantato all'interno del Porto Baross con il nome "Lazarus" un cantiere navale per la costruzione e la riparazione di mercantili e pescherecci italiani ed austro-ungarici.
Nel 1902 i tedeschi cessarono l'attività, che nel 1905 venne rilevata da tre uomini di affari di Budapest, titolari delle imprese Danubius, Schönichen e Hartman, che rilevarono il cantiere abbandonato dai tedeschi per intraprendere una ricostruzione completa, ampliando le strutture e la valorizzandone le capacità produttive con un aggiornamento tecnologico. Gli imprenditori rilevarono insieme al cantiere insieme al cantiere abbandonato dai tedeschi, anche lo stabilimento "Lazarus" e il cantiere di Porto Re. Nel 1906 il cantiere riprese l'attività con il nome Danubius e venne presto scelto per la costruzione di navi militari per la Marina Imperiale. Nel 1910 con il sostegno finanziario di istituti bancari di rilievo venne avviato un progetto di ammodernamento ed in seguito ad un processo di riorganizzazione aziendale che vide l'entrata dell'industria ungherese Ganz, nella società che gestiva i cantieri, nel 1911 il cantiere prese la denominazione "Ganz & Co. Danubius". 
Negli anni immediatamente precedenti la prima guerra mondiale il cantiere ebbe un'intensa attività e significative realizzazioni di quel periodo, per conto della Marina Imperiale Austro-Ungarica, furono quelle della corazzata Szent István, varata il 17 gennaio 1914 e di due dei tre incrociatori leggeri della Classe Helgoland tra cui l'Helgoland, che al termine del primo conflitto mondiale, ceduto in conto riparazione danni di guerra, avrebbe servito come esploratore nella Regia Marina Italiana ribattezzato Brindisi.
Durante questo periodo nel cantiere di Porto Re furono costruiti i cacciatorpediniere della Classe Tatra.
Il cantiere navale il silurificio "Whitehead" e la raffineria disponevano di piccoli porti separati con proprie dighe frangiflutti.

### La questione fiumana
Con fine del conflitto, conclusosi con la sconfitta degli Imperi Centrali, per la città seguirono anni di incertezza. Fiume, abitata in maggioranza da italiani (il 60% della popolazione), divenne ben presto oggetto di contesa tra l'Italia e il neocostituito Regno dei Serbi, Croati e Sloveni.
Dopo varie vicissitudini, con il Trattato di Roma, siglato il 27 gennaio 1924 veniva sancito il passaggio della città al Regno d'Italia. In base al trattato la città con il porto veniva assegnata all'Italia, mentre il piccolo entroterra con alcune periferie, la parte nuova del porto, cioè Porto Baross, che era incluso nella località di Sussak, e le acque del fiume Eneo, cioè l'intero alveo e il delta, venivano annessi alla Jugoslavia; una Commissione mista per l'applicazione del Trattato regolò tra le altre cose i limiti delle acque territoriali tra Fiume e Sussak, mediante un accordo supplementare per la sorveglianza doganale e la pesca nelle acque di Fiume e Susak, siglato il 31 gennaio 1925. Gli accordi prevedevano che «il limite del mare territoriale era dato da una linea che partendo dall'angolo sud-ovest dell'ala occidentale del fabbricato Lazarus si prolungava nel mare per 500 metri in direzione ovest formando con la diga Cagni (nome con cui venne ribattezzata la diga Maria Teresa) un angolo di 20° proseguendo quindi a sud in direzione perpendicolare alla costa fino a raggiungere il limite esterno della zona del mare territoriale medesimo». Tali accordi vennero poi ratificati dalla Convenzione di Nettuno il 20 luglio 1925.

## I Cantieri del Quarnaro
In seguito al passaggio all'Italia, il gruppo imprenditoriale italiano di Giuseppe Orlando subentrò nella gestione dei Cantieri Navali che con la denominazione di Cantieri navali del Quarnaro S.A. ripresero pienamente la loro attività.
Gli stabilimenti, prossimi al porto, coprivano un'area di oltre 176 000 m² con una darsena interna di allestimento di 225x60 metri servita da una gru elettrica ed una darsena foranea di 200x70 metri per allestimento. Nell'avandarsena vi era un bacino galleggiante autocarenabile di 94x20 metri capace di sollevare navi dalla portata fino a 5 000 tonnellate. Lo stabilimento disponeva di quattro scali in muratura per la costruzione di scafi lunghi da 150 a 230 metri.
Il cantiere disponeva anche di una fonderia di bronzo e di ghisa, di varie officine, di diversi magazzini e depositi per la conservazione di materiali, di un ufficio direzionale con uffici tecnici ed amministrativi, di un dopolavoro e di una caserma per gli equipaggi della Regia Marina. L'officina caldaie era attrezzata per la costruzione di caldaie di ogni tipo e grandezza, mentre nell'officina navale che misurava 280x52,5 metri, venivano montati corpi interni di sommergibili e furono varate diverse motovedette della Regia Guardia di Finanza.

Il bacino galleggiante

Il cantiere inoltre disponeva di una centrale termoelettrica di 1500 Kw, di una centrale pneumatica, di una centrale idraulica, di una stazione di carica di accumulatori per sommergibili, di un impianto di zincatura a caldo, di un impianto di metallizzazione a spruzzo, di vari impianti fissi con carica automatica per gas acetilenico, di una stazione autonoma per il rifornimento di acqua industriale e di una macchina speciale per la prova dei materiali.
Alla distribuzione dell'acqua, dell'acetilene, dell'aria compressa e dell'energia elettrica a tutti i luoghi di impiego, provvedeva una rete di tubature di acqua e di aria e di cavi elettrici.
Gli scali, le darsene, l'interno delle officine e dei magazzini erano collegati tra loro con una rete ferroviaria che aveva uno sviluppo di circa 4 000 metri ed era a sua volta collegata alla stazione ferroviaria della città.

La darsena

L'area portuale raggiungeva i 76,5 ettari e comprendeva circa 60 000 metri di binari di smistamento e deposito, di cui ben 10 169 situati lungo le rive.
La cessione del Porto Baross aveva tolto agli operatori fiumani del legname ogni possibilità di deposito e lo scalo legnami venne allestito attiguo al Porto-Petroli.
Sussak raggiungeva nel 1939 16 000 abitanti e costituiva il maggior porto marittimo della Jugoslavia, sede e base della società Jugolijnea, la compagnia marittima di bandiera e di altre società minori
Nel periodo tra le due guerre mondiali il porto vide raddoppiare i suoi traffici sia passeggeri sia merci.
Al momento del passaggio all'Italia la capacità di lavorazione degli impianti del complesso della R.O.M.S.A., la Raffineria di oli minerali, era assai scarsa, ma dall'anno successivo la trasformazione dei vecchi impianti e le moderne tecniche di raffinazione e distillazione del greggio consentirono di elevare la potenzialità lavorativa degli impianti e occupazionale, passando dai 185 tra impiegati ed operai del 1923 a 1216 nel 1941. La R.O.M.S.A. venne nazionalizzata nel 1923, quando la città era governata dal maresciallo Giardina, prima ancora che venisse formalizzato il passaggio all'Italia; la maggioranza delle azioni fu acquistata dal governo italiano e nel 1926 costituì il primo nucleo dell'AGIP, l'Azienda Generale Italiana Petroli, che venne creata il 3 aprile di quell'anno. A fianco dello stabilimento venne costruito un complesso di fabbricati per la sede della Direzione Generale, le mense, le abitazioni per i lavoratori e il dopolavoro aziendale con campi di gioco, cinematografo, biblioteca e sala da ballo; l'azienda inoltre aveva costituito dei fondi mutui per venire incontro ai bisogni straordinari e urgenti dei propri lavoratori. Il silurificio nel decennio che va dal 1924 al 1934 venne ampiamente riammodernato producendo vari tipi siluri oltre che per la Regia Marina, anche per varie marine estere e nel 1937 venne aperta a Livorno una sua filiale con la denominazione di Società Moto Fides.
Le piccole darsene ad uso dei cantieri navali, del silurificio e della raffineria erano attigue fra loro e oltre la darsena della raffineria, denominata Porto Petroli si estendevano gli scali e le banchine del porto.

### Navi realizzate fra le due guerre
Diverse unità civili e militari sono state costruite nel cantiere tra le due guerre mondiali. Tra le unità costruite per la Regia Marina si ricordano:
- Cacciatorpediniere Classe Nazario Sauro, varati entrambi nel 1925:
  - Francesco Nullo
  - Daniele Manin

Torpediniera Classe Ariete sugli scali nel Cantiere di Fiume, la Balestra o la Fionda, dopo l'acquisizione da parte jugoslava come si desume dalle scritte in vernice a prua

- Cacciatorpediniere classe Navigatori:
  - Alvise da Mosto varato il 1º luglio 1929
  - Giovanni da Verrazzano varato il 15 dicembre 1928
  - Antonio Pigafetta, varato il 10 novembre 1929
  - Nicolò Zeno, varato il 12 agosto 1928
- Cacciatorpediniere Classe Folgore:
  - Fulmine, varato il 2 agosto 1931
  - Baleno, varato il 22 marzo 1931
- Sommergibili Classe Sirena:
  - Rubino, varato il 29 marzo 1933
  - Topazio, varato il 15 maggio 1933
  - Sommergibile Delfinul, appartenente alla Classe Sirena e costruito per la Marina romena

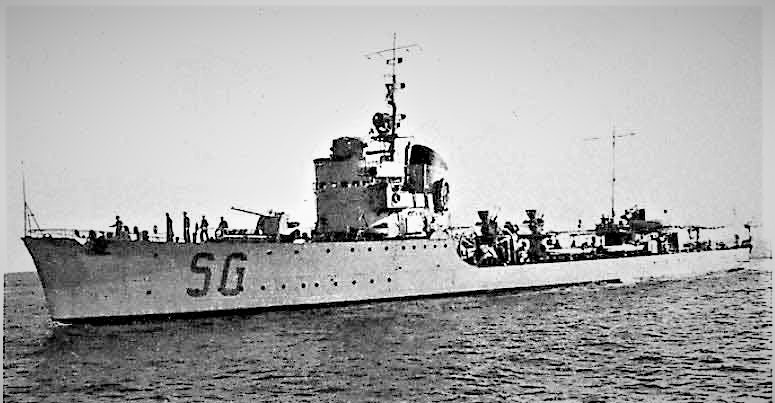
la torpediniera Sagittario

- Torpediniere classe Spica - Tipo Alcione:
  - Lira, varata il 12 settembre 1937
  - Libra, varata il 3 ottobre 1937
  - Lupo, varata il 7 novembre 1937
  - Lince, varata il 15 gennaio 1938

- Torpediniere classe Spica - Tipo Perseo:
  - Perseo, varata il 9 ottobre 1935
  - Sirio, varata il 14 novembre 1935
  - Sagittario, varata il 21 giugno 1936
  - Vega, varata il 28 giugno 1936
- Torpediniere classe Ariete, nessuna delle quali entrò in servizio per la Regia Marina essendo state catturate dai tedeschi in seguito alle vicende armistiziali:
  - Balestra, completata dagli jugoslavi dopo la guerra e ribattezzata UCKA
  - Fionda, mai varata e demolita sugli scali per completare l'unità gemella Balestra.
  - Stella Polare, unica ad essere varata prima dell'armistizio completata dai tedeschi, rinominata TA 36 e affondata il 18 marzo 1944.

### Seconda guerra mondiale
Nel corso della seconda guerra mondiale, nei giorni che precedettero l'invasione della Jugoslavia da parte dell'Asse il 31 marzo 1941 con l'ordine di mobilitazione civile emanato dal prefetto Temistocle Testa, le maestranze del silurificio, con le attrezzature più importanti vennero trasferite a Livorno, mentre il petrolio e la benzina della raffineria R.O.M.S.A. vennero messi al sicuro a Trieste. Il 28 maggio 1941 l'amministrazione provinciale di Fiume venne estesa a Sussak, Castua, Buccari, Čabar e alle isole di Veglia e Arbe.
Dopo l'armistizio dell'8 settembre 1943, con l'occupazione tedesca la città entrò a far parte della zona d'operazioni del Litorale adriatico e il cantiere venne rinominato Kvarnersko Brodogradilište.
All'inizio del 1944 avvenne il primo bombardamento aereo anglo-americano su Fiume, cui ne seguirono altri 27 che provocarono centinaia di morti e danneggiarono gran parte delle strutture portuali e industriali. A ciò si aggiunse che i tedeschi, poco prima della loro ritirata distrussero completamente le infrastrutture del cantiere e del porto, facendo saltare in aria mediante mine il Porto Petroli, Porto Baross e poi il porto principale, che subì il danneggiamento di magazzini, banchine e moli, con alcuni moli che si staccarono dalla riva.
Il 3 maggio 1945 la città venne occupata dalle truppe partigiane di Tito. Nei primi giorni di occupazione e nel clima di scontri che ne seguì vi fu, tra le vittime dell'OZNA, la polizia segreta di Tito, l'industriale Nevio Skull, nipote di Matteo Skull, nel cui stabilimento era stata fusa l'aquila simbolo della città ed issata alla sommità della torre civica il 15 giugno 1906.

## Il Cantiere 3. Maj

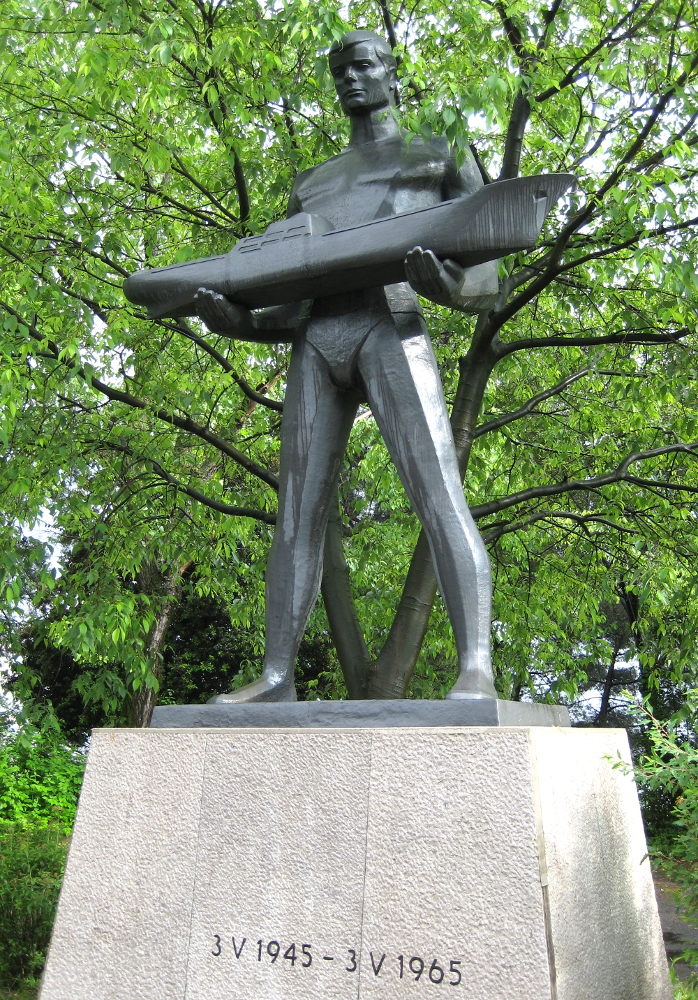
Monumento posto all'ingresso del Cantiere Navale "3 maggio"

Formalizzata nel 1947 l'annessione della città alla Repubblica Federativa Popolare di Jugoslavia, il cantiere, che era stato completamente distrutto durante la guerra, fu ricostruito e rinominato 3. Maj Brodogradilište, in ricordo della data in cui la città era stata occupata dalle truppe di Tito, proprio in occasione del terzo anniversario di tale avvenimento, nel 1948.
Tuttavia le risultanze del trattato di pace furono causa di un massiccio esodo della maggioranza della popolazione, in prevalenza italiana, che abbandonò in gran parte la città. L'esodo coinvolse oltre 40 000 cittadini di nazionalità italiana, più del 70% della popolazione rispetto a prima del 1945, causando, in una città già provata dalle distruzioni della guerra, il blocco di buona parte delle attività.
A questa situazione le autorità jugoslave cercarono di rimediare ripopolando la città con abitanti provenienti dalle diverse regioni della nuova Jugoslavia cui si aggiunse anche il trasferimento a Fiume di alcune migliaia di operai specializzati del monfalconese che vi si trasferirono principalmente per motivazioni ideali e politiche, in quello che fu il cosiddetto controesodo, a seguito del quale, per un periodo, il cantiere si servì della manodopera dei "monfalconesi", che contribuirono come operai specializzati e tecnici al rilancio del cantiere navale. La collaborazione si interruppe però con la rottura delle relazioni Tito/Stalin del 1948, quando i monfalconesi, considerati vicini al Partito Comunista Italiano filosovietico, finirono per essere perseguitati dall'apparato repressivo del regime jugoslavo.
Il cantiere ritornò ad essere pienamente operativo solo dalla seconda metà degli anni cinquanta e da allora vi sono state costruite oltre 700 navi.
La produzione venne inizialmente orientata alla costruzione di mercantili per le esigenze della marina mercantile jugoslava, ma dal 1956 il cantiere ha iniziato a costruire per committenti esteri e nel 1961 ha iniziato la produzione di motori diesel su licenza dell'industria svizzera Sulzer di Winterthur e da allora le navi costruite nel cantiere vengono equipaggiate con i motori prodotti nello stesso stabilimento.

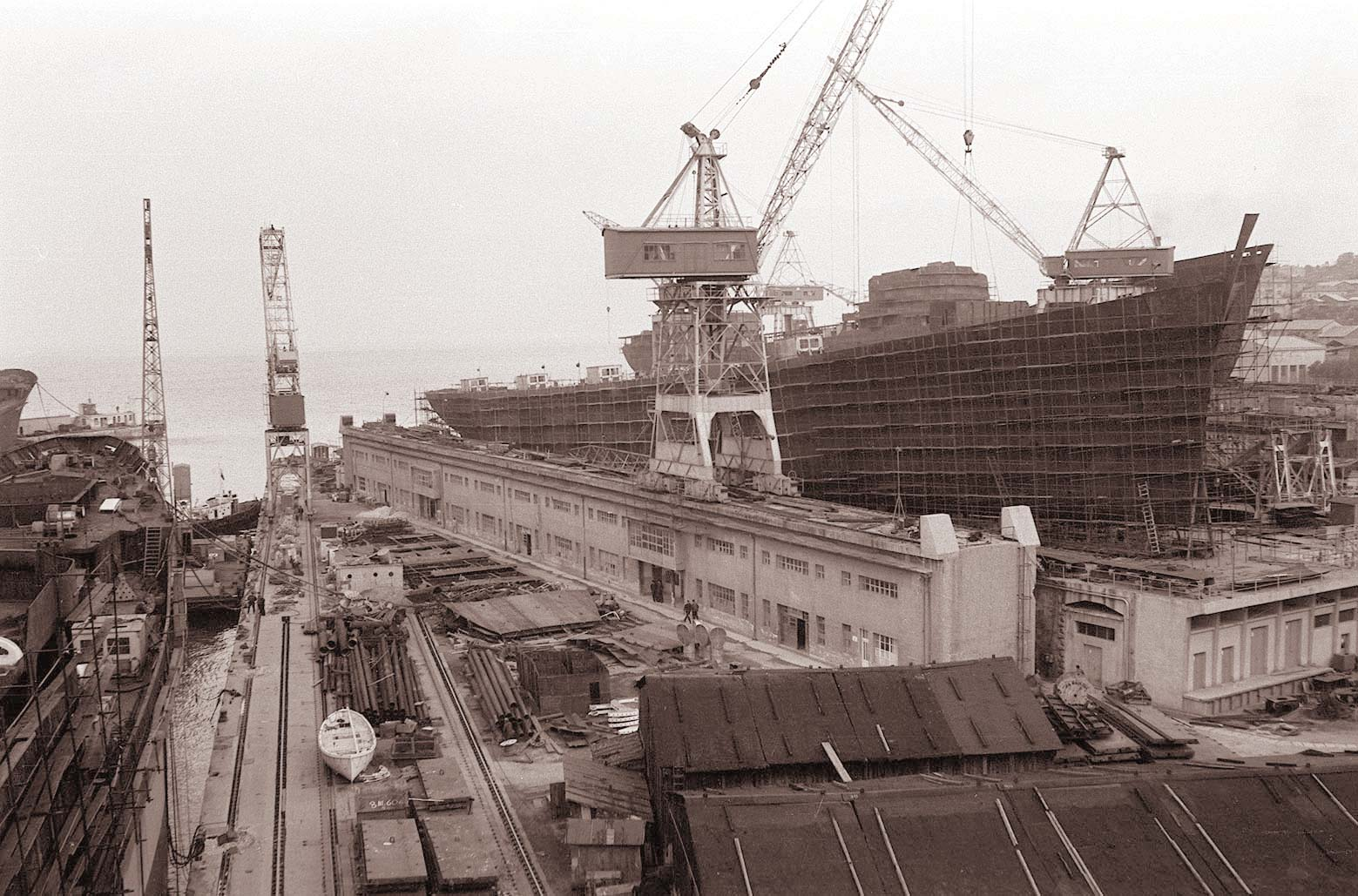
Vista del cantiere nel 1960

All'inizio degli anni sessanta i cantieri arrivarono ad impiegare 4 500 lavoratori e il porto divenne il maggiore scalo jugoslavo ed uno dei più importanti del Mediterraneo.
Nel giugno 1991, in seguito alla guerra e alla disgregazione della Jugoslavia, Fiume entrò a far parte dell'indipendente Croazia, ma la città nuovamente patì le difficili condizioni conseguenti ad una guerra ed il porto ne subì i contraccolpi. Il traffico, già colpito dalla crisi economico/finanziaria dell'ultima Jugoslavia, subì un ulteriore calo, ma quando, le condizioni politiche interne ed internazionali hanno reso la situazione più tranquilla, Fiume ha finito per assumere in pochi anni il ruolo di principale porto croato e la cantieristica navale un ruolo importante nell'economia della Croazia.

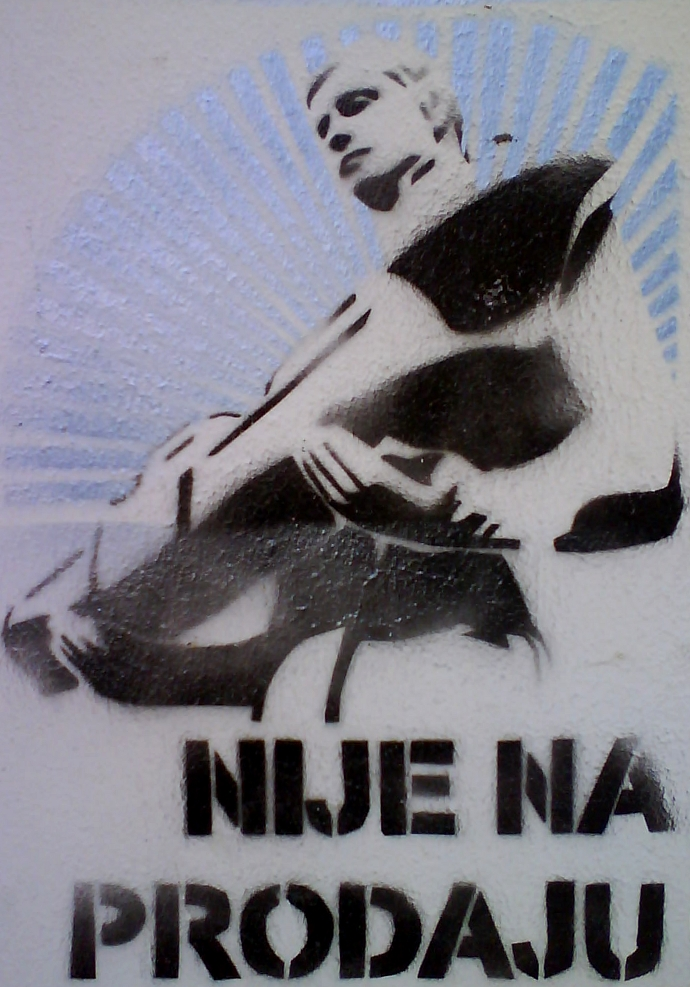
Graffito murario di protesta contro il progetto di privatizzazione del cantiere con la scritta "Non in vendita"

La recente ipotesi della privatizzazione di quattro cantieri navali, tra cui l'83,82% del pacchetto di maggioranza del “Brodogradilište 3. maj” ha scatenato proteste e in città sono comparsi dei murales con il simbolo del cantiere con la scritta "Non in vendita".
Per quanto riguarda gli altri cantieri fiumani, il cantiere "Lazarus", ribattezzato Viktor Lenac nel 1948, venne trasferito negli anni settanta nella vicina Martinšćica; nel cantiere è stato restaurato il Christina O che era stato il panfilo di Aristotele Onassis e vi è ormeggiato in attesa di restauro il Galeb che durante il Regime comunista fu lo yacht presidenziale del dittatore Tito; lo stesso Tito da giovane aveva lavorato come operaio nel cantiere di Kraljevica (italiano: Porto Re) che all'inizio del XX secolo era stato una succursale dello stabilimento fiumano e attualmente è uno dei più importanti cantieri della Croazia.
Per quanto riguarda le altre grandi aziende fiumane, il silurificio "Whitehead" nel 1945 trasferì interamente la sua produzione a Livorno e dopo avere orbitato nel gruppo Fiat per mezzo secolo, dal 1995 è entrata a far part del gruppo Finmeccanica assumendo la denominazione di Whitehead Alenia Sistemi Subacquei, mentre l'ex stabilimento Whitehead a Fiume divenne sede di un'azienda meccanica che con la denominazione "Torpedo" ha operato per alcuni anni prima di essere del tutto dismessa.
La raffineria R.O.M.S.A. dopo aver ripreso la sua produzione, tornando già alla fine degli anni quaranta a livelli produttivi precedenti il conflitto, trasferì nel 1965 parte della sua produzione nella vicina Urinj. La produzione di lubrificanti rimase nell'impianto fiumano, mentre la produzione di carburanti venne spostata nella raffineria di Urinj. La capacità produttiva dell'impianto arrivò a 8 milioni di tonnellate e negli anni ottanta produceva ben 250 tipi di carburanti e lubrificanti diversi e fu la prima raffineria dell'ex Jugoslavia a produrre benzina senza piombo. La raffineria fa adesso parte dell'INA l'Industria petrolifera di stato croata.